# Delio Rossi
Pour les articles homonymes, voir Rossi.
Delio Rossi (né le 26 janvier 1960 à Rimini, en Émilie-Romagne) est un footballeur italien reconverti en entraîneur.

## Biographie

### Carrière de joueur
Delio Rossi commence sa carrière en 1978 dans les rangs de Puteolana en Serie D où il jouera deux saisons jusqu'en 1980. Durant la saison 1980-1981, il joue pour la Cattolica, avant d'arriver la saison suivante à l'US Foggia où il passera la majeure partie de sa carrière, y restant jusqu'en 1987. Ses deux premières saisons sont en Serie B, les quatre autres en Serie C1. Il totalisera avec l'équipe des Pouilles 127 matches pour 43 buts. Il jouera ensuite une saison à la Vis Pesaro, toujours en Serie C1. Il terminera sa carrière après la saison 1988-1989, au Fidelis Andria FC, en Serie C2, club avec lequel il termine premier du championnat, obtenant ainsi la promotion en Serie C1.

### Carrière d'entraîneur
Obtenant très vite son diplôme d'entraîneur, Delio Rossi commence dès 1990 à entraîner chez les amateurs de Torremaggiore, avant de rejoindre les équipes jeunes de l'US Foggia de 1991 à 1993. 
Sa première expérience chez les professionnels, Delio Rossi l'effectue au Salernitana Sport en Serie C1 durant la saison 1993-1994. Il amène l'équipe à la deuxième place du championnat, à égalité de points avec la Reggina Calcio, derrière le Pérouse Calcio. L'équipe doit jouer les play-off pour une promotion en Serie B, promotion qui sera obtenu après l'élimination de Lodigiani (1-1, 4-0) puis de l'US Juve Stabia (3-0). La première expérience d'entraîneur professionnel de Delio Rossi débute donc par un succès.  
Il commence donc en Serie B la saison suivante, toujours avec la Salernitana Sport. L'équipe effectue une très bonne saison, et Delio Rossi manque de très peu la passe de deux, de la Serie C1 à la Serie A. Tout se joue lors de l'ultime journée contre l'Atalanta Bergamasca Calcio, chez les lombards. La Salernitana Sport perd 2-1 et finit cinquième, tandis que l'Atalanta Bergamasca Calcio peut fêter son retour en Serie A. 
Il retourne alors à l'US Foggia, rétrogradé en Serie B pour la saison 1995-1996, cette fois-ci en tant qu'entraîneur de l'équipe première. L'équipe termine dans l'anonymat d'une 11e place. La saison suivante, il passe au Pescara Calcio. L'équipe reste invaincue durant les douze premières journées avant une baisse de résultat qui amèneront l'équipe à la 6e place, à 8 points de la promotion.  
Pour la saison 1997-1998, Delio Rossi revient à la Salernitana Sport et obtient ce qu'il avait raté de peu deux ans auparavant, le retour en Serie A de l'équipe de Campanie, remontée attendue depuis plus de 50 ans. L'équipe termine première, avec le record de points (72) et de buts marqués (65) en Serie B jusqu'alors. Delio Rossi est alors affublé du surnom de "Prophète" et obtient la citoyenneté d'honneur de la ville.
Delio Rossi débute donc en Serie A la saison suivante. L'équipe néanmoins à du mal à s'extraire de la zone rouge malgré des victoires de prestiges contre la Juventus FC (1-0) ou encore l'AS Roma(2-1). Delio Rossi est limogé après la défaite 1-0 contre Pérouse Calcio lors de la 26e journée.
Au début de la saison 1999-2000, il prend la tête du Genoa CFC en Serie B, équipe avec laquelle il termine 6e, à six points du premier promu.
Il commence la saison 2000-2001 par un retour au Pescara Calcio, sans néanmoins obtenir les mêmes résultats. La saison est désastreuse. Limogé une première fois, il sera rappelé pour terminer la saison mais l'équipe terminera 20e et dernière et sera reléguée en Serie C1.
En janvier 2002, il prend la place d'Alberto Cavasin sur le banc de US Lecce, relégable en Serie A. Delio Rossi ne peut éviter la descente du club en Serie B. Il termine à la 16e place à 12 points du premier non-relègable. Néanmoins, il est confirmé dans ses fonctions pour la saison 2002-2003 : l'équipe termine troisième et remonte immédiatement en Serie A. 
Malgré un début de championnat difficile, l'US Lecce remonte la pente et engrange des points durant la phase des matches retours grâce aux buts de l'Urugayen Ernesto Chevantón et termine à la 10e place du championnat, meilleur classement de l'histoire du club. Delio Rossi quitte toutefois le club à la fin de la saison.
Il prend les rênes de l'Atalanta Bergamasca Calcio lors de la 15e journée de la saison 2004-2005 de Serie A. Le club lombard, lanterne rouge, obtient de bons résultats lors de la phase retour mais c'est insuffisant pour sauver le club qui redescend, après une seule année de Serie A, en Serie B. Il termine 20e et dernier du championnat.
Malgré cette descente, Delio Rossi est appelé à prendre en main la SS Lazio pour la saison 2005-2006, avec un contrat d'une seule année. L'équipe se classe 6e au classement et obtient une place qualificative pour la Coupe UEFA 2006-2007 mais à cause de l'Affaire des matches truqués du Calcio, la SS Lazio est déclassée à la 16e place et perd sa place pour la coupe d'Europe. En mars 2006, il prolonge son contrat jusqu'en juin 2009.
La saison 2006-2007 commence pour la SS Lazio avec onze points de pénalité hérités des affres de la saison précédente. La peine est réduite en appel à trois points de pénalité. Malgré cela, l'équipe terminera à la troisième place derrière l'Inter Milan et les rivaux de l'AS Roma, et se qualifie donc pour le tour préliminaire de la Ligue des champions de l'UEFA
La saison 2007-2008 commence bien pour la SS Lazio qui se qualifie pour la phase de poule de la Ligue des champions de l'UEFA en éliminant les roumains du FC Dinamo Bucarest (1-1 au Stadio Olimpico et 3-1 en Roumanie). Toutefois, l'aventure européenne sera de courte durée. La SS Lazio termine dernière de sa poule derrière le Real Madrid, l'Olympiakos Le Pirée et le Werder Brême. En championnat, la situation n'est guère mieux d'ailleurs. L'équipe terminera à une triste 12e place mais il est confirmé dans ses fonctions pour la saison 2008-2009.
Cette saison, sa dernière sur le banc de l'équipe romaine, sera marquée par la victoire en Coupe d'Italie aux dépens de l'UC Sampdoria, premier et pour l'instant unique trophée de l'entraîneur. Après un match conclu sur un score d'égalité (1-1), c'est aux tirs au but et sur une erreur de Hugo Campagnaro que les romains s'adjugent le trophée, cinq ans après leur dernière victoire.
En championnat, l'équipe ne décolle jamais et termine une fois encore en milieu de tableau à la 10e place. Le 3 juin 2009, Delio Rossi annonce qu'il ne sera plus l'entraîneur de la SS Lazio la saison suivante. Il aura passé dans le club romain quatre saisons en demi-teinte.
Resté sans club, il reprend toutefois très vite du service. Il est appelé à l'US Palerme en remplacement de Walter Zenga, limogé. Il signe un contrat de deux ans, avec option pour une troisième année. Sous ses ordres, l'équipe remonte au classement, avec des victoires de prestige notamment au Stadio Giuseppe Meazza contre l'AC Milan (2-0).
Le 28 février 2011, après une défaite 7 à 0 à domicile contre Udinese, il est limogé de son poste d'entraîneur de Palerme.
Il est rappelé, le 3 avril 2011, par son club pour reprendre ses fonctions d'entraîneur et reconduire l'équipe de Palerme aux succès.  
Le 2 mai 2012, il se fait écarter de sa fonction d'entraineur à la Fiorentina après avoir agressé un de ses joueurs, Adem Ljajić. Ce jour-là, lors d'une rencontre opposant la Fiorentina à Novare (2-2) comptant pour la 36e journée de championnat, il décide de remplacer le jeune Serbe dès la 32e minute par l'Uruguayen Rubén Olivera. Ljajić, mécontent de cette décision applaudit ironiquement son entraineur en rejoignant le banc de touche. C'est à ce moment-là que Rossi agresse le joueur en lui assénant à plusieurs reprises des coups au visage avant d'être écarté par des membres du staff technique de l'équipe toscane. Il est licencié quelques heures plus tard par son club pour "faute grave". Il est également suspendu de toutes fonctions officielles pendant trois mois par la Fédération italienne de football, organisatrice du championnat.
Le 17 décembre 2012, il est nommé entraîneur de la Sampdoria, remplaçant Ciro Ferrara limogé pour mauvais résultats.
Le 11 novembre 2013, il est limogé de son poste d'entraîneur à la suite des mauvais résultats de la Sampdoria (18e avec un point de retard sur le premier non-relégable Sassuolo).
Pour finir la saison 2014-2015, il est engagé par Bologne FC. Il est remercié en octobre 2015.

### Palmarès
- 1 championnat de Serie B : 1997-98 Salernitana
- 1 Coupe d'Italie : 2008-2009 Lazio